# Herb gminy Kije
Herb gminy Kije – jeden z symboli gminy Kije, ustanowiony 2 maja 2004.

## Wygląd i symbolika
Herb przedstawia na tarczy w polu zielonym trzy czarne skrzyżowane włócznie ze złotymi grotami, a po obu ich stronach inicjały „G” i „K”, pochodzące od nazwy gminy. 